# Anita Kubica
Anita Kubica również jako Anita Kubica-Bąk (ur. 11 listopada 1972) – polska judoczka.
Była zawodniczka klubów: KS AZS-AWF Wrocław (1991-1995), KS Gwardia Bielsko-Biała (1986-2002). Brązowa medalistka mistrzostw Europy seniorek 1993 w wadze do 56 kg. Dwukrotna medalistka drużynowych mistrzostw Europy (brąz w 1994 i srebro w 1995). Trzykrotna srebrna medalistka zawodów pucharu świata (Warszawa 1992, Warszawa 1993, Warszawa 1994). Ośmiokrotna medalistka mistrzostw Polski seniorek: dwukrotna złota (1993, 1994), trzykrotna srebrna (1990, 1996, 2002) i trzykrotna brązowa (1991, 1992, 1995). Mama reprezentantki Polski w gimnastyce artystycznej Dagmary Bąk.